# Model baze podataka
Informacijski sustav svake tvrtke omogućuje upravljanje podacima koji su bitni za njeno poslovanje.  Međutim, broj podataka unutar tvrtke i u njenoj okolini je ogroman te je nemoguće sve podatke i sve uočene detalje pohraniti unutar informacijskog sustava. Zato se moramo služiti selekcijom kako bi se identificirali i pohranili samo relevantni podaci. Time se dolazi do pojma modela baze podataka. On je izraz i posljedica zahtjeva za obradom podataka relevantnih za određeno područje primjene. 
Modeli su čovjekovo sredstvo pojednostavljivanja problema i njegova promatranja samo s gledišta bitnih za ciljeve analize. Objekt promatranja (npr. knjiga ) ima uvijek više obilježja od kojih u danom trenutku analize može biti dovoljan samo njihov manji broj (npr. samo naslov i inventarni broj). To su najvažnija obilježja potrebna u postupku pretraživanja i pronalaženja knjige u knjižnici ili pretraživanja unutar informacijskog sustava. Ostala obilježja, npr. boja knjige, format, broj stranica, autor nisu bitna (mogu se zanemariti) za takav postupak. 
Baze podataka mogu se organizirati na različite načine. Tri su najčešća i najrasprostranjenija modela baza podataka: hijerarhijski model podataka, mrežni model podataka i relacijski model podataka. Oni su se razvijali usporedno s rastom znanja korisnika i programera o uporabi sustava za upravljanje bazom podataka. Razlikuju se međusobno u troškovima primjene, brzini pristupa podacima, stupnju redundancije podataka, načinima zadovoljenja potreba korisnika za informacijama i sl. 
Hijerarhijski i mrežni modeli počeli su se razvijati i primjenjivati na velikim računalima oko 1960. g., dok se koncept relacijskih baza podataka pojavljuje malo kasnije. Relacijski model baza podataka, kao i hijerarhijski i mrežni, bio je razvijen najprije za velika i srednja računala, da bi se pojavom mikroračunala uspješno primjenjivao i na njima. Taj model baza podataka brzo je zamijenio hijerarhijski i mrežni.